# Calcena
Calcena és un municipi d'Aragó a la província de Saragossa i enquadrat a la comarca d'Aranda.